# Hodoșa
Hodoșa (Hongaars: Székelyhodos, in de volksmond kortweg Hodos) is een comună in het district Mureş, Transsylvanië, Roemenië. Het is opgebouwd uit vier dorpen, namelijk:
- Hodoşa (Székelyhodos)
- Ihod (Ehed)
- Isla (Iszló)
- Sâmbriaş (Jobbágytelke)

De gemeente maakt deel uit van de etnografische regio Szeklerland, de gemeente ligt op de taalgrens, ten noorden van de gemeente wordt Roemeens gesproken, ten oosten, westen en zuiden Hongaars.

## Geschiedenis
Het maakte altijd deel uit van de regio Szeklerland in de historische provincie Transsylvanië. Het behoorde tot 1918 tot het Maros-Torda Comitaat van Koninkrijk Hongarije. Het werd een deel van Roemenië na het Verdrag van Trianon uit 1920.

## Demografie
In 2002 telde de comună zo'n 1.420 inwoners, in 2007 waren dat er nog 1.368. Dat is een daling met 52 inwoners (-3,7%) in vijf jaar tijd. Hodoşa heeft een absolute Szeklers-Hongaarse bevolkingsmeerderheid. Van de 1.420 inwoners in 2002 waren er volgens de volkstelling zo'n 1.293 (91,1%) Hongaren.